# Alexandr Afanasjevič Abissov
Alexandr Afanasjevič Abissov (rusky: Александр Афанасьевич Абиссов; 19. února 1873, Mormožino – 21. února 1942, Svobodnyj) byl jerej ruské pravoslavné církve a mučedník.

## Život
Narodil se 19. února 1873 ve vesnici Mormožino do rodiny dědičného kněze Afanasija Abissova a jeho manželky Klavdie Nikolajevny roz. Il'inské. Místo narození je dnes zatopeno vodami Rybinské přehrady. Po ukončení Ugličské duchovní školy a Jaroslavského duchovního semináře se stal učitelem farních škol ve vesnicích Odrino a Ivanovo.
Roku 1907 se oženil s dcerou kneze Naděždou Alexejevnou Voskrjesjenskou. Spolu měli pět dětí.
Dne 19. února 1908 byl v chrámu Setnutí hlavy Jana Křtitele v Ivanovo jaroslavským arcibiskupem Tichonem (Běllavinem) vysvěcen na diakona. Kněžské svěcení získal 24. února. Až do své smrti sloužil v Ivanovském chrámu.
Otec Alexandr pracoval nejen v církvi ale také v zemědělství. Byl odborníkem na včelařství.
Pronásledování církve během sovětské éry se nevyhnulo ani jemu. Roku 1922 mu byla sebrána volební práva. O pět let později stejná situace nastala u jeho manželky. Roku 1931 byl jako kněz povinen platit individuální daně což rodinu dostalo do těžké finanční situace. Roku 1934 byl zatčen a odsouzen na dva roky nucených prací v Donbasu. O dva roky později byl propuštěn domu kvůli srdeční vadě a emfyzému.
Dne 3. listopadu 1937 byl znovu zatčen za protisovětskou agitaci. Byl transportován do vězení v Jaroslavli a 5. listopadu byl [[Trojka (NKVD)|Trojkou NKVD]] odsouzen na deset let nucených prací. Dne 15. ledna 1938 byl prezentován do stanice Tajšet, kde se nacházela kancelář Bamlagu (Bajkalsko-amurský pracovní tábor) NKVD. Jako zdravotně postižená osoba byl poslán do Amurlagu (Amurského pracovního tábora), kde vězni pokládali druhou trasu Transsibiřské magistrály.
Zdravotní stav otce Alexandra se zhoršoval. Dne 22. září 1939 byl odvezen do lazaret ve městě Svobodnyj. Zde působil jako sanitář a pomáhal vážně nemocným. Od 14. února 1941 už nemohl otec Alexandr vstát z postele. Zemřel 21. února 1942. Byl pohřben v neoznačeném hrobě.
Dne 24. dubna 1989 byl kněz Alexandr Abissov rehabilitován státním zastupitelstvím v Jaroslavské oblasti.
Roku 2000 jej Ruská pravoslavná církev svatořečila jako mučedníka a byl zařazen mezi Sbor všech novomučedníků a vyznavačů ruských.
Jeho svátek je připomínán 21. února.